# Отто Веддіген
Отто Едуард Веддіген (нім. Otto Eduard Weddigen; 15 вересня 1882, Герфорд — 18 березня 1915, Атлантичний океан) — німецький підводник, національний герой Німеччини, капітан-лейтенант кайзерліхмаріне. Кавалер ордена Pour le Mérite.

## Біографія
Отто був одинадцятою і наймолодшою дитиною текстильного фабриканта. Фірма Weberei Weddigen існує до цих пір. В 1890-1901 роках навчався в престижній, заснованій ще в 1560 році, Герфордській гімназії імені Фрідріха Великого. Після навчання вирішив пов'язати долю з флотом. Цей вибір робили багато дітей німецьких промисловців, оскільки флот, на відміну від армії, не був таким кастовим, і там можна було зробити хорошу кар'єру, розраховуючи тільки на свої сили, навіть не маючи зв'язків.
У 1901 році Веддіген вступив кадетом в Імператорський морський флот. Кадетом він плавав на навчальному фрегаті SMS Moltke, потім, після закінчення училища, проходив стажування на ряді інших кораблів. У травні 1906 року переведений на службу в Східно-Азіатську ескадру, яка дислокувалася в Китайській колонії Циндао. Проходив службу на річковому канонерському човні SMS Vaterland, а з 1907 року — на канонерському човні SMS Tiger.
У жовтні 1908 року повернувся на батьківщину і призначений в підводний флот. Проходив практику на підводних човнах SM U-1 і SM U-2. У липні 1909 року переведений вахтовим офіцером на підводний човен SM U-4, а вже у вересні 1910 року став його командиром. Протягом наступного року він тимчасово командував, а SM U-3 і SM U-5. 1 жовтня 1911 року Веддіген отримав під свою команду підводний човен SM U-9 з командою в 25 чоловік, з яких четверо, включаючи його самого, були офіцерами.
SM U-9 за часом спорудження був майже новим човном, але технічний прогрес в підводному плаванні йшов такими темпами, що через лічені роки він став морально застарілим. Підводні човни цієї серії — від SM U-5 до SM U-18 — ходили на гасових двигунах, що давали при плаванні в надводному положенні величезні стовпи диму, добре помітні на великій відстані і мали тенденцію вискакувати на поверхню після пострілу торпедою, проте вони мали добрі морехідні якості, що дозволяли їм ходити і навіть маневрувати в сильний шторм.
Весь 1913 рік для команди SM U-9 пройшов в навчаннях і тренуваннях. Підводний човен виходив в море на все довший термін, занурення ставали все частішими і глибшими, хоча Веддіген рідко ризикував занурюватися більш ніж на 20 метрів. Інтенсивне навчання приносило свої плоди: на морських маневрах в Північному морі в травні 1913 року SM U-9, за розрахунками посередників, вивів з ладу 3 лінійні кораблі. Ось як про це згадував вахтовий офіцер Йоганнес Шпісс:
«U-9 особливо відзначився в тодішніх навчальних маневрах. Наприклад, 21 травня 1913 року нам вдалося випустити 4 торпеди (2 з носа і 2 з корми) і одним залпом вибити з ладу 3 лінійних кораблі — SMS Friedrich der Grosse, SMS Ostfriesland і SMS Thüringen, але ця навчальна атака, що звернула на себе увагу вищого начальства, ледь не обійшлася нам дуже дорого. Справа в тому, що перед самим початком атаки наша ескадра змінила курс, про що ми не знали, і найближчий до нас човен, що знаходився на поверхні, мало не протаранив нас.»
Підводний човен Веддігена був на хорошому рахунку, тому він частіше отримував завдання, посилався на маневри і навчальні плавання. 30 січня 1914 року на ньому зробив перше підводне плавання командувач флотилією корветтен-капітан Герман Бауер — в недалекому майбутньому командувач підводними силами Німеччини в Першій світовій війні.
16 липня 1914 року SM U-9 під командою Веддігена вийшов в море для виконання навчальних стрільб. Перебуваючи на перископній глибині, SM U-9 виконав торпедні атаки по мішені — корпусу старого крейсера Hamburg, випустивши дві торпеди з носових апаратів, а потім, перезарядивши апарати, дала новий залп. Маневр перезарядки апаратів в підводному положенні і повторного залпу було виконано вперше в історії.

### Початок Першої світової війни

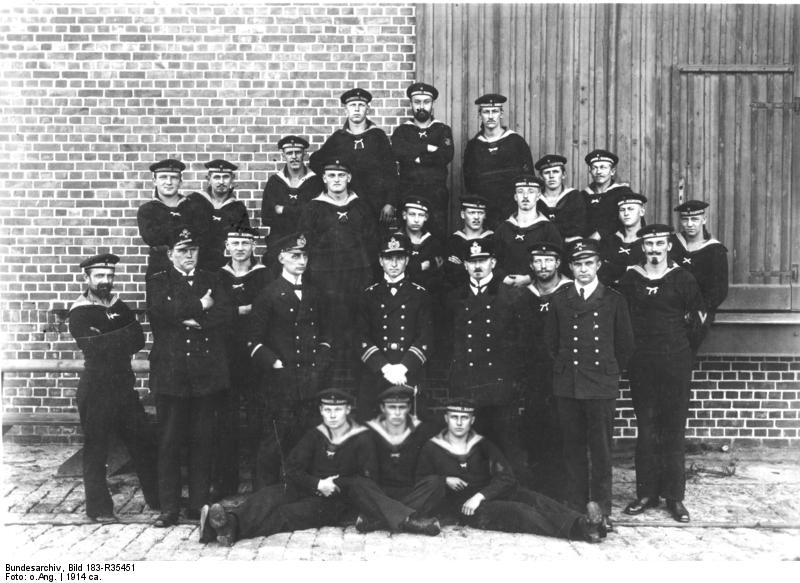
Екіпаж SM U-9 (1914). Веддінген — в центрі першого ряду.

У свій перший бойовий похід SM U-9 вийшов о 3 годині ночі 1 серпня 1914 року. Німеччина ще ні з ким не воювала, але, побоюючись раптової атаки британського флоту, німецьке командування відправило всі наявні в його розпорядженні підводні човни в Північне море для несення патрульної служби. Втім, вже ввечері наступного дня U-9 повернувся на свою базу, не зустрівши британських кораблів.
Велика Британія оголосила Німеччині війну 4 серпня, а вже 6 серпня німецькі підводні човни вийшли в Північне море для пошуку і торпедної атаки британських бойових кораблів. Однак вранці 8 серпня в 225 милях від Гельголанда одна з машин SM U-9 вийшла з ладу, і йому довелося повернути назад. Для інших німецьких підводних човнів ця операція також виявилася невдалою — SM U-15 загинув від таранного удару британського легкого крейсера Birmingham, SM U-13 просто зник безвісти і його доля так і залишилася невідомою, а решта човнів за тиждень походу так і не зустріли противника.

### Атака 22 вересня

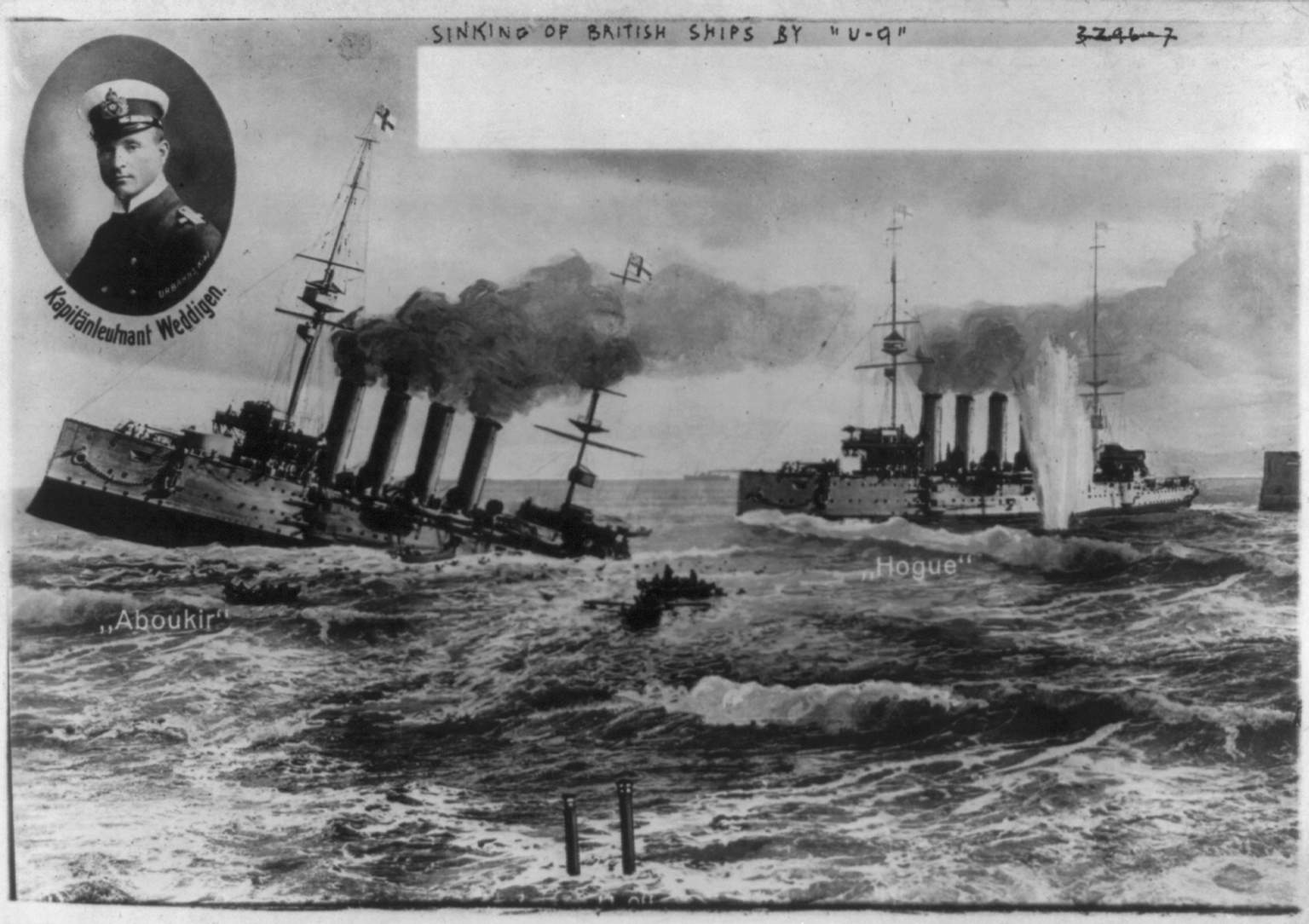
Німецька листівка з тонучим крейсером Aboukir і фотографією Веддінгена.

На початку війни німецьке командування побоювалося, що англійці можуть висадити свої війська на узбережжя Бельгії, тому 20 вересня 1914 року SM U-9 був відправлений в море з наказом перешкоджати руху ворожих транспортів. Гірокомпас виявився несправний, і в поході Веддіген несподівано виявив, що знаходиться біля  голландського берега, в 50 милях від свого курсу. Довелося лягти на зворотний курс і йти, орієнтуючись днем по береговій межі, а вночі по Полярній зірці.
Наступного дня море було настільки бурхливим, що Веддіген вважав за краще покласти човен на ґрунт і дати команді відпочинок. Коли ж на світанку 22 вересня SM U-9 сплив на поверхню, то виявилося, що шторм припинився, небо було безхмарним, вітер стих, а море покривала легкі брижі. Він перебував біля Шевенінгських банок, на південь від Доггер-Банки. Веддіген наказав включити двигуни для зарядки батарей і спустився вниз до сніданку. Нагорі залишився вахтовий офіцер лейтенант Йоганнес Шпісс, який став спостерігати за горизонтом в бінокль. Він і помітив верхівку щогли, що виходить з-за обрію, а потім і хмару диму поруч з нею. Наказавши зупинити двигуни, щоб через стовп диму човен не виявили, він викликав командира наверх. Деякий час Веддіген зосереджено розглядав у бінокль обриси щогл на горизонті, а потім скомандував занурення. SM U-9 рушив на перископну глибину в напрямку до кораблів противника, піднімаючи перископ на короткі проміжки часу, щоб не бути поміченою; Веддіген вів спостереження, поки не переконався, що зустрів англійські крейсери, імовірно легкі.

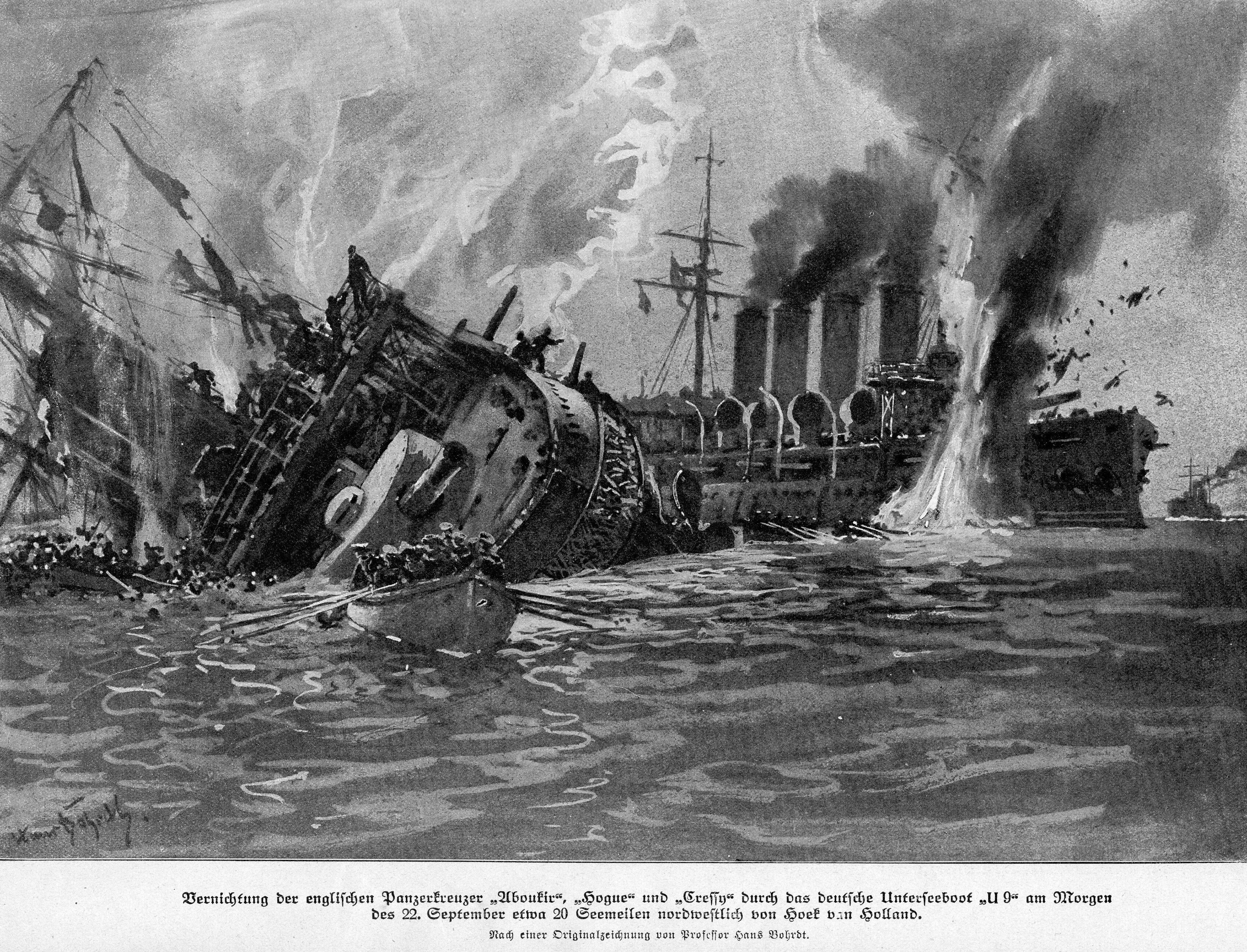
Потоплення британських крейсерів (за оригінальним малюнком Ганса Бордта).

Це були чотиритрубні крейсери HMS Cressy, HMS Hogue, і HMS Aboukir зі складу 7-ї ескадри Королівського військово-морського флоту, які йшли єдиним курсом з двомильними інтервалами між собою і не підозрювали про небезпеку, що загрожувала їм. Капітан-лейтенант Веддіген вирішив атакувати середній з них з короткої дистанції. Атака почалася о 7 годині 20 хвилин. Після довгого очікування тривалістю в 31 секунду пролунав гуркіт, а потім крик німецьких матросів, в якому жаху було, мабуть, більше, ніж торжества: у той час вважалося, що гідравлічний удар від вибуху торпеди на близькій відстані може серйозно пошкодити човен, але побіжний огляд судна не виявив ніяких пошкоджень.
Знову піднявши перископ, Веддіген побачив, що торпедований крейсер (це був Aboukir) тонув, занурившись кормою в воду, з нього спускаються рятувальні шлюпки, переповнені людьми, а інші два крейсера зупинилися поблизу, щоб врятувати моряків, які опинилися у воді. Англійці помилково вирішили, що їх корабель підірвався на міні; вони були впевнені, що в цьому районі моря ворожих субмарин просто не може бути.
Веддіген наказав перезарядити торпедний апарат і приготуватися до другої атаки. Оскільки він не знав напевно, чи має він справу з легкими або броненосними крейсерами, то про всяк випадок вирішив на цього раз стріляти не однією, а двома торпедами. Тепер його жертвою став крейсер HMS Hogue. Обидві торпеди потрапили в ціль, і, піднявши перископ, Веддіген побачив поверхню моря, покриту уламками, переповненими і перевернутими шлюпками і  людьми; 2 великих кораблі досить швидко тонули, а третій стояв нерухомо, спустивши на воду всі свої шлюпки, щоб врятувати вцілілих британських моряків. У SM U-9 залишалися ще дві торпеди в кормових апаратах і 1 запасна для одного з носових, тому Веддіген вирішив атакувати і його, незважаючи на те, що електричні батареї підводного човна були майже розряджені. Через годину після свого першого пострілу SM U-9 випустив 2 торпеди з кормових апаратів по третьому крейсеру з середньої дистанції. На кораблі побачили слід торпед, «прозріли» і почали маневрувати, намагаючись уникнути зіткнення. Частково англійцям це вдалося — від однієї з торпед вони ухилилися, але друга потрапила в ціль. Командир підводного човна побачив в перископ, що вибух торпеди не завдав крейсеру непоправної шкоди — він продовжував триматися на воді. Тоді Веддіген розгорнув човен і послав в ціль останню торпеду. Вона точно потрапила в ціль — піднявся клуб диму і величезний білий фонтан, після чого корабель став повільно завалюватися на борт і, зовсім перевернувшись, через кілька хвилин повністю зник під водою.

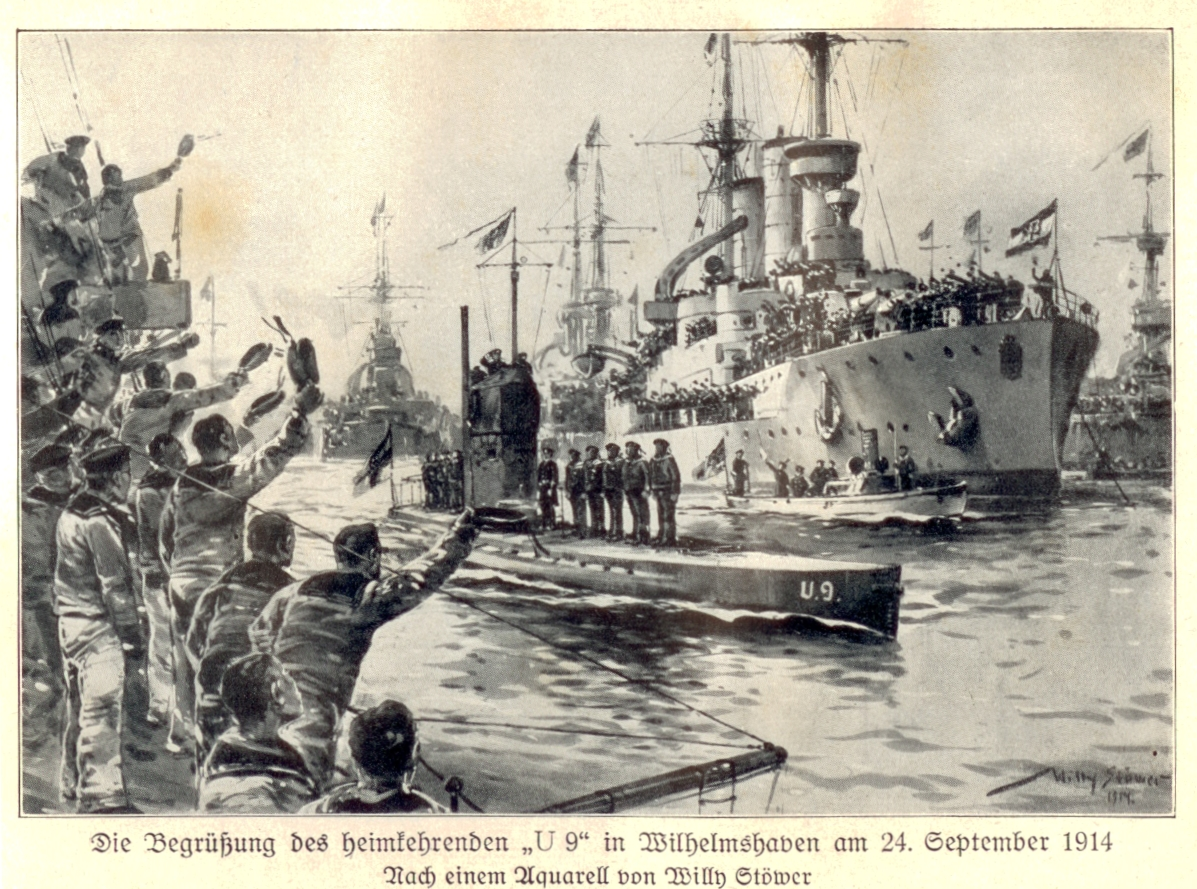
Повернення SM U-9 на базу (24 вересня 1914).

Електроенергія була майже витрачена, і SM U-9 більше не міг залишатися в підводному положенні. Трохи відійшовши від уламків загиблих кораблів, він сплив і, щоб приховати свій курс від британських моряків в рятувальних шлюпках, пішов на північ, а потім повернув до голландського берегу і пішов під його прикриттям. Щасливо розминувшись з британськими міноносцями, Веддіген на світанку наступного дня встановив радіозв'язок з німецьким крейсером SMS Arcona, який охороняв гирло річки Емс, і повідомив про потоплення 3 невеликих броненосних крейсерів, ймовірно типу Kent, водотоннажністю 9 800 тонн кожен. Однак через кілька годин, вже на підході до Емсу, з пропливаючого поблизу німецького пароплава на SM U-9 повідомили, що за відомостями, отриманими через Голландію, він потопив великі броненосні крейсери: HMS Aboukir, HMS Hogue і HMS Cressy, загальною водотоннажністю 36 000 тонн. Завдяки цьому досягненню Веддіген став першим уславленим німецьким героєм світової війни, чиї портрети не сходили з газетних сторінок.
У крижаних хвилях Північного моря загинули 62 офіцерів і 1 073 матроси Великої Британії; врятувалися тільки 837 чоловік — лише тому, що їх відносно швидко підібрали два голландські пароплави і кілька траулерів, які на їх щастя опинилися поблизу. Трагедію посилював той факт, що команди крейсерів були в основному укомплектовані призваними із запасу сімейними резервістами і юними гардемаринами.
13 жовтня 1914 року SM U-9 знову вийшов в похід. Разом з SM U-17 він повинен був провести розвідку підходів до бази британського флоту в Скапа-Флоу. Через 2 дні біля Абердіна німецькі підводні човни зіткнулися з 10-ю ескадрою крейсерів противника. Британці засвоїли «урок» Веддігена: тепер їх кораблі трималися далеко один від одного, постійно змінювали курс і швидкість. Кілька годин Веддіген маневрував, намагаючись вийти на потрібну дистанцію і, врешті-решт, втративши терпіння, повів човен на глибину. Коли через деякий час він знову підняв перископ і зрозумів, що йому фантастично пощастило — продовжуючи йти звивистими курсами, британські крейсери знижували хід і зближувалися, обмінюючись сигналами. Незабаром стало ясно, що вони збираються спустити на воду катер для передачі пошти або наказів. SM U-9 кинувся назустріч противнику, лише зрідка і на найкоротший час піднімаючи перископ, слід якого на гладкій як дзеркало поверхні моря міг видати її присутність.
Веддіген вирішив пірнути під британський крейсер, розраховуючи, що, виринувши з іншого борту, він виявиться у вигідному положенні для пострілу з кормових торпедних апаратів, але піднявши перископ, побачив крейсер не позаду себе, а на відстані півмилі прямо перед собою. Торпеда, випущена з носового апарату, вдарила його борт в районі передньої труби. Через 8 хвилин бронепалубний крейсер HMS Hawke зник під водою. З 544 членів команди тільки 52 людини були виловлені з води траулером «Бен Рінз», ще 21 людини виявили згодом на рятувальному плоту.
SM U-17 також виходив в атаку на британські кораблі, але його торпеда, випущена по крейсеру HMS Theseus, пройшла повз ціль. Трохи пізніше SM U-9 спробував атакувати групу британських есмінців, які рухалися в ряд. Зайнявши положення між двома кораблями, Веддіген здійснив залп, одночасно носовим і кормовим торпедними апаратами. Однак швидкість есмінців виявилася занадто великою, торпеди пройшли повз, а підводний човен, який виявив себе, ледь не відправив на дно таранним ударом есмінець HMS Nymphe.
На деякий час Веддінгену довелося відійти від справ: на початку січня 1915 року він пошкодив ногу і був змушений здати командування човном Йоганнесу Шпіссу, щоб пройти курс лікування.

### Похід і загибель
Після одужання в лютому 1915 року Веддіген отримав під свою команду один з новітніх підводних човнів SM U-29 і зайнявся підготовкою корабля і команди до бойового походу. Уже на початку березня човен вийшов у море і, легко пройшовши Дуврське загородження, 11-12 березня наблизилася до островів Скіллі, де зупинив 3 британських вантажних судна Andalusian, Headlands і Indian City. Веддіген дав екіпажам час пересісти в рятувальні шлюпки, а потім відправив судна на дно, економно витративши по одній торпеді на кожне. Тут же він зупинив і потопив французький пароплав Auguste Conseil, попередньо принісши капітану свої вибачення. Також в цьому поході він пошкодив транспортні кораблі Atalanta і Adenwen.
У своїй недовгій війні проти торгових суден ворога, Веддіген суворо дотримувався положення міжнародного морського права. Він так дбав про екіпажах потоплених ним суден, що одного разу особисто відправив комплект сухого одягу матросу, який впав за борт. Британська газета «Таймс» якось назвала його «ввічливим піратом».
Повертаючись на базу, Веддіген вирішив не ризикувати, проходячи вдруге Дуврське загородження, і вибрав обхідний північний маршрут. 17 березня, обігнувши північний край Шотландії, човен ліг на дно, щоб дати команді відпочити і наступного дня продовжити шлях. Однак, піднявши перископ на світанку 18 березня, Веддіген виявив перед собою чи не весь Великий Флот Великої Британії. Човен вийшов у атаку. Першою ціллю обрав лінійний корабель Neptune, але корабель йшов зигзагом, і торпеда пройшла повз. Не збентежений першою невдачею, Веддіген почав підшукувати собі нову мішень. Навколо було дуже багато кораблів, і він так захопився вибором цілі, що не помітив лінійний корабель «Дредноут», який наближався з правого борту. На лінкорі помітили перископ німецького підводного човна, і капітан Алдерсон повним ходом повів свій корабель на таран. Від удару корабельного кіля човен переламалася надвоє і з усім екіпажем пішов на дно Північного моря. Офіцери на містку лінкора Dreadnought чітко побачили ідентифікаційний номер SM U-29 на носовій частині човна, коли той піднявся на кілька секунд з води.
Адмірал Джон Джелліко в своїй книзі «Гранд-Фліт у війні 1914—1918 рр.» пише про атаку SM U-29:
«Спочатку пішла атака з боку Веддігена на 1-у ескадру англійських лінійних кораблів, що йшла зигзагоподібними курсами зі швидкістю 15 вузлів. Торпеда пройшла в безпосередній близькості за кормою лінкора Neptune. Командувач англійським флотом наказав негайно змінити курс на 12 градусів вправо і збільшити хід до 17 вузлів, щоб вийти з району дії підводного човна. Дещо південніше в цей час проходила 4-а ескадра лінійних кораблів курсом на Ферт-оф-Морей; вона не пішла за рухом флагмана і наблизилася до позиції човна. Лінкор Dreadnought побачив перископ човна зліва по носу і, давши повний хід, повернув на нього. Таранний удар вдався, U-29 на кілька миттєвостей піднявся над поверхнею, маючи великий диферент на корму, так що вдалося прочитати напис на носі, і потім швидко занурився.»

## Досягнення
За свою не надто довгу кар'єру Отто Веддіген зміг домогтися колосальних результатів і потопив 8 кораблів загальним тоннажем 56 284 тонни (з них 4 військові), а також пошкодив 2 торгових судна тоннажем 4 317 тонн.
| Дата            | Назва корабля          | Тип корабля           | Тоннаж, брт | Країна             |
| --------------- | ---------------------- | --------------------- | ----------- | ------------------ |
| 22 вересня 1914 | Aboukir                | Панцерний крейсер     | 12,000      | Британська імперія |
| 22 вересня 1914 | Cressy                 | Панцерний крейсер     | 12,000      | Британська імперія |
| 22 вересня 1914 | Hogue                  | Панцерний крейсер     | 12,000      | Британська імперія |
| 15 жовтня 1914  | Hawke                  | Бронепалубний крейсер | 7,350       | Британська імперія |
| 11 березня 1915 | Adenwen (пошкоджений)  | Пароплав              | 3,798       | Британська імперія |
| 11 березня 1915 | Auguste Conseil        | Пароплав              | 2,952       | Франція            |
| 12 березня 1915 | Andalusian             | Пароплав              | 2,349       | Британська імперія |
| 12 березня 1915 | Headlands              | Пароплав              | 2,988       | Британська імперія |
| 12 березня 1915 | Indian City            | Пароплав              | 4,645       | Британська імперія |
| 14 березня 1915 | Atalanta (пошкоджений) | Пароплав              | 519         | Британська імперія |

## Особистісні характеристики за спогадами сучасників
Помічник Веддінгена Йоганнес Шпісс так описував свого командира: «Худорлявий блондин, незмінно ввічливий і дивовижно люб'язний. Він завжди виявляв розумну обережність, не покладався тільки на власну думку, дозволяв підлеглим офіцерам вільно висловлювати свої ідеї. Ті, кому довелося служити з Веддігеном, відчували себе не підлеглими, а молодшими товаришами.»
В 1935 році, коли на честь Веддінгена назвали 1-шу флотилію підводних човнів крігсмаріне, її командир Карл Деніц, також підводник Першої світової війни, сказав: «Ми, бійці флотилії підводних човнів "Веддінген", повинні підтримати спадок героїчної людини, яка будучи першопроходцем — лідером нової зброї — своєю сміливістю і вміннями нанесла ворогу перші серйозні рани.»

## Сім'я
16 серпня 1914 року Отто Веддіген одружився з подругою дитинства Ірмою.

## Звання
- Кадет (10 квітня 1901)
- Фенріх-цур-зее (22 квітня 1902)
- Лейтенант-цур-зее (29 вересня 1904)
- Оберлейтенант-цур-зее (10 листопада 1906)
- Капітан-лейтенант (25 квітня 1912)

## Нагороди

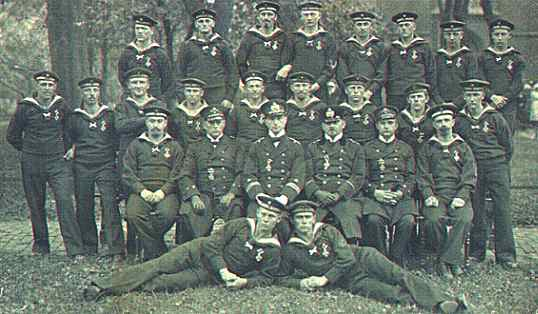
Екіпаж SM U-9 після нагородження Залізними хрестами.

- Рятувальна медаль (1904) — за порятунок матроса, який впав за борт.
- Орден Червоного орла 4-го класу з короною (3 жовтня 1912)
- Залізний хрест 2-го і 1-го класу (24 вересня 1914) — отримав 2 нагороди одночасно за потоплення трьох британських крейсерів.
  - Інші члени екіпажу SM U-9 були нагороджені Залізними хрестами 2-го класу.
- Військовий орден Максиміліана Йозефа, лицарський хрест (11 жовтня 1914) — перший нагороджений під час Першої світової війни; за потоплення трьох британських крейсерів.
- Pour le Mérite (24 жовтня 1914) — вручений особисто імператором Вільгельмом II за потоплення чотирьох британських крейсерів.
- Почесний громадянин міста Герфольд (1914)
- Військовий орден Святого Генріха, лицарський хрест (15 грудня 1915)
- Орден «За військові заслуги» (Вюртемберг), лицарський хрест

## Вшанування пам'яті
Отто Веддіген був національним героєм Німеччини. Після його смерті утворився цілий культ. У його честь випускали: книги, пам'ятні медалі та жетони, поштові марки, листівки, пивні кухлі, тарілки і багато інших сувенірних речей.
- В 1935 році на честь Веддінгена назвали флотилію підводних човнів.
- Ім'я Веддінгена носили вулиці в численних німецьких містах. Після Другої світової війни багато з цих вулиць перейменували.
- У 1917 році підводний крейсер U-140 отримав в його честь ім'я «Kapitänleutnant Weddigen».
- Один з плавучих пірсів у військово-морській базі Кіль носить ім'я «Міст Веддігена».
- У приватному загальнодоступному музеї підводних човнів у місті Куксгафен є зал Веддігена.

## Хрест Веддінгена
«Хрест Веддігена» — це збільшена копія Залізного хреста зразка 1914 року. Саме такий відмітний знак на рубку отримав підводний човен U-9 після легендарної атаки 22 вересня 1914 року. «Хрест Веддігена» з цього човна уцілів і став музейним експонатом. Колишній старпом Веддігена і наступний капітан U-9 Йоганнес Шпісс, перед переведенням на інший човен зняв хрест і передав до музею. В даний час він зберігається в Музеї підводних човнів в німецькому місті Альтенбрух.
Наступний підводний човен U-9 (тип ІІ) також отримав право на носіння «Хреста Веддігена» на рубці. Човен брав активну участь у Другій світовій війні. Він був потоплений льотчиками чорноморського флоту в порту Констанца в серпні 1944 року. «Хрест Веддігена» став радянським трофеєм і експонується тепер в музеї Чорноморського флоту в Севастополі. Хрест мав тільки одну відмінність: на ньому немає королівської корони в верхньому промені хреста, є версія, що вона видалена за радянських часів «з політичних причин». Другий хрест з рубки U-9, зберігається у Військово-морському музеї в Петербурзі. Після війни він був переданий музею призначеним на колишній U-9 командиром капітаном 3-го рангу А. І. Прокоф'євим і доставлений в Ленінград з Севастополя співробітником музею майором І. В. Рижовим. Довгий час хрест знаходився в запасниках і тільки нещодавно став експонатом залу №7, в якому представлена експозиція з історії Балтійського флоту в Першій світовій війні. Цікаво, що, на відміну від хреста в музеї Севастополя, хрест в Петербурзі зберігся в первозданному вигляді, включаючи імператорську корону.
У Бундесвері підводний човен U-9 (клас 205) також мав право нести на рубці «Хрест Веддігена», але, на відміну від попередніх, Залізний хрест був значно менших розмірів і містився в щиті, прикріпленому на рубку човна. Після виведення з ладу в червні 1993 року човен U-9 був переданий в музей техніки в Шпеері в якості експоната.